# Moritz Franz Kasimir von Wobersnow
Moritz Franz Kasimir von Wobersnow (* 5. März 1708 in Kamissow; † 23. Juli 1759 bei Kay) war ein preußischer Generalmajor der Infanterie und Generaladjutant von König Friedrich II.

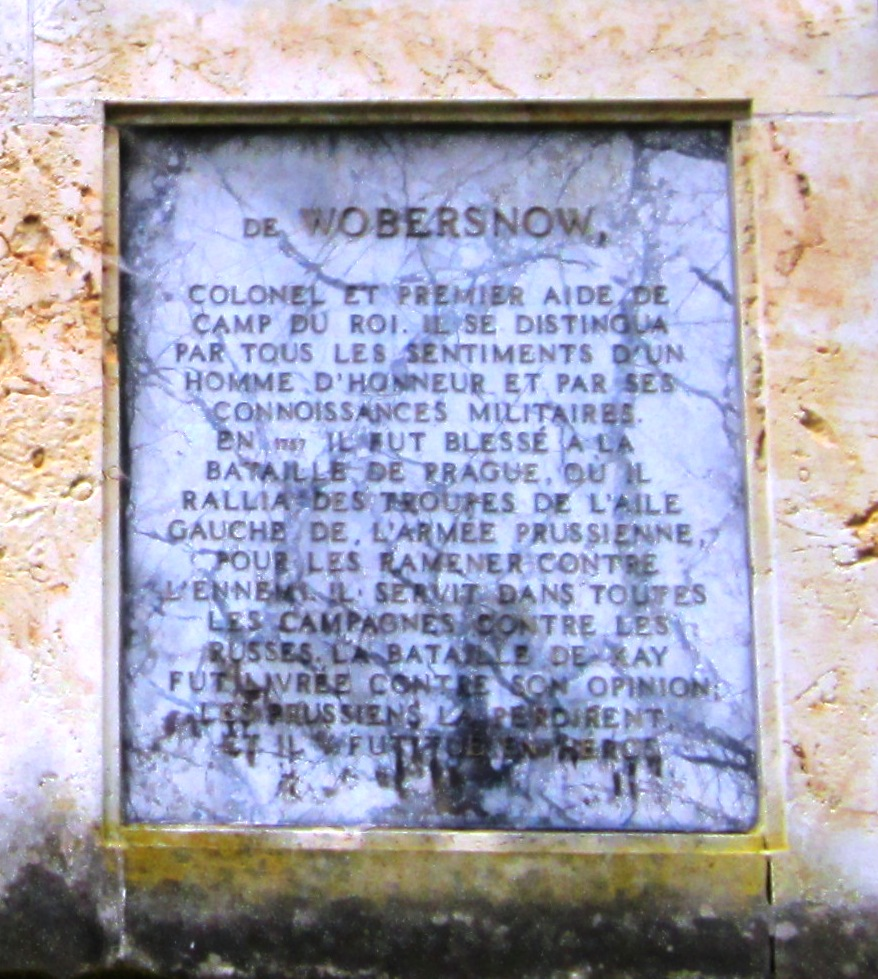
Ehrentafel für M.F.K. von Wobersnow am Obelisken in Rheinsberg

## Leben

### Herkunft
Er entstammte dem pommerschen Adelsgeschlecht von Wobersnow und war ein Sohn von Moritz Georg von Wobersnow (* 1677; † nach 1759), Erbherr auf Kamissow und dessen Ehefrau Anne Elisabeth, geborene Manteuffel aus dem Haus Popelow.

### Militärkarriere
Wobersnow trat im Jahre 1723 dem Infanterieregiment „Grumkow“ der Preußischen Armee als Fahnenjunker bei. Mit dem Kronprinzen Friedrich wurde er zum Regiment „Moulin“ versetzt. Dort wurde er im August 1747 Major. Im August 1751 erhielt er für seine Dienste die Präbende des Stifts Minden. Im März 1752 wurde er zum Oberstleutnant befördert und zum Flügeladjutanten ernannt. Er bekam auch die Aufsicht über das Feldjägerkorps zu Pferde. Weiter begleitete er den König auf seinen Feldzug nach Sachsen.
In der Schlacht bei Prag am 6. Mai 1757 wurde Wobersnow verwundet, erholte sich aber bald wieder. Er kämpfte bei Roßbach und Leuthen. Nach Leuthen wurde er am 5. Dezember zum Generalmajor ernannt. Der König schickte ihn daraufhin zur Armee von Dohna, die gegen die Russen stand. Im August 1758 kämpfte er in der Schlacht von Zorndorf und half, die Russen im September aus Landsberg an der Warthe zu vertreiben.
Im Februar 1759 bekam er ein eigenes Korps, mit dem er (zusammen mit Puttkamer) von Schlesien nach Polen zog. Dort hatte er den Auftrag, russischen Magazine zu zerstören. Er blieb mit seinen Truppen, bis ihm die Verpflegung ausging und er nach Schlesien zurück musste. Dabei führte er den Fürst Sulkowski mit, dieser wurde wegen Unterstützung der russischen Truppen in seiner Residenz in Lissa verhaftet und nach Glogau verbracht. Er selbst ging wieder zur Armee von Dohna. Im Juni zog die Armee gegen die Russen in Richtung Polen. General Wobersnow führte dabei die Vorhut. Er fiel in der Schlacht bei Kay am 23. Juli 1759.
Moritz Franz Kasimir von Wobersnow war Erbherr auf Kamissow, Natztow und Wugarten.
Prinz Heinrich von Preußen widmete ihm eine Gedenktafel auf seinem Rheinsberger Obelisken. Sein Name wurde ebenfalls 1851 auf einer der Ehrentafeln am Reiterstandbild Friedrichs des Großen verewigt.

## Familie
Moritz Franz Kasimir von Wobersnow war mit Maria Luise von Suckow (1717–1756) verheiratet. Das Paar hatte eine Tochter und drei Söhne:
1. Georg August von Wopersnow (1738–1774), preußischer Leutnant im Garde du Corps, starb bei einem Duell ⚭ Hedwig Gottliebe von Papstein (1745–1775), wieder vermählte Hans von Strantz (1739–1815)
2. Carl Friedrich Ludwig von Wopersnow
3. Moritz Christoph Friedrich von Wopersnow
4. Charlotte Dorothee Friederike Luise von Wopersnow (1749–1786) ⚭ 1766 Freiherr Ludwig Philipp Gottlob von Danckelmann (1744–1823), sächsischer Kreisdirektor und Amtshauptmann